# Daniel Ewing
Daniel Ewing (ur. 26 marca 1983 w Milton) – amerykański koszykarz, w latach 2008-2011 zawodnik drużyny Asseco Prokom Gdynia, obecnie zawodnik BC CSU Sibiu. 
W 2005 wybrany w drafcie z numerem 32 przez Los Angeles Clippers.
Zaczynał swoją przygodę z koszykówką od występów w reprezentacji liceum Willowridge, w Missouri City (stan Teksas). Występował tam w składzie wraz z dwoma innymi, przyszłymi zawodnikami NBA, T.J. Fordem oraz Ivanem McFarlinem. Jako senior (zawodnik ostatniej klasy) został zaliczony do składu McDonald’s All-American oraz otrzymał nagrodę Houston Athletic Committee’s Scholar-Athlete of the Year (2001). Po zdaniu matury zdecydował się na ofertę stypendialna od Duke University, gdzie rozegrał cztery sezony pod wodzą legendarnego trenera Mike'a Krzyżewskiego.
Jako debiutant notował 6,5 punktu, 2,2 zbiórki oraz 1,3 asysty na mecz, w trakcie 35 rozegranych spotkań. Został liderem zespołu pod względem skuteczności rzutów z gry (47,9%) oraz za 3 punkty (45,7%). Był również najlepiej przechwytującym piłki (1 przechwyt) debiutantem w konferencji ACC. Po zakończeniu rozgrywek otrzymał honorową wzmiankę przy wyborze składu All-ACC Freshman Team. W kolejnym sezonie statystyki Ewinga zdecydowanie wzrosły. Legitymował się on średnimi 12 punktów, 3,2 zbiórki oraz 1,4 asysty. Otrzymał nawet tytuł MVP turnieju ACC, po uzyskaniu 20,7 punktu, w trakcie trzech spotkań. Po raz kolejny był najskuteczniej rzucającym za 3 punkty (40%) zawodnikiem Blue Devils, uplasował się także na szóstej pozycji w konferencji pod względem skuteczności egzekwowania rzutów wolnych (82,1%). W trakcie trzeciego sezonu występów na uczelni osiągnął średnie 12,6 punktu, 1,9 asysty, 2,6 zbiórki. Tym razem został już najskuteczniejszym strzelcem z dystansu (41,1%) w całej. Został też zaliczony do składu ACC All-Tournament First Team, zdobywając 18.3 punktu, przy skuteczności z gry 45,9% oraz 53,8 z linii rzutów za 3 punkty. W turnieju NCAA rozegrał 5 gier, notując 13 punktów, 3,2 zbiórki, 2,4 asysty oraz 1,8 przechwytu. Na ostatnim roku studiów jego średnie wzrosły po raz polejny, tym razem do poziomu 15,3 punktu, 4 asysty i 3,2 zbiórki. Ewing został zaliczony do składów All-ACC Third Team, ACC All-Tournament First Team, otrzymał też honorową wzmiankę przy wyborze ACC All-Defensive Team. W turnieju NCAA notował tym razem 17,3 punktu (3 spotkania). Po zakończeniu sezonu odebrał również dyplom uczelni i przystąpił do draftu NBA. Został w nim wygrany przez Los Angeles Clippers, w drugiej rundzie z numerem 32 ogólnej listy. W ten sposób rozpoczął swoją profesjonalną karierę.
Jako debiutant (2005) w NBA rozegrał 66 spotkań, pojawiając się 5 razy w składzie wyjściowym. Na boisku spędzał średnio 14,7 minuty w każdym meczu, notując w tym czasie 3,8 punktu oraz 1,3 zbiórki. Udało mu się również zaliczyć kilka minut w rozgrywkach play-off. Debiutu nie mógł jednak zaliczyć do zbyt udanych. W sezonie 2006/07 jego czas gry spadł do 11,7 minuty. Uzyskiwał średnio 2,9 punktu, 1,5 asysty i 1,2 zbiórki. Rozegrał 61 meczów, w tym 3, jako zawodnik składu podstawowego. Po rozegraniu w NBA 127 spotkań sezonu zasadniczego Ewing został zwolniony przez Clippers 29 czerwca 2007 roku. Niespełna miesiąc później (23 lipca) podpisał umowę z występującym w lidze rosyjskiej zespołem Chimki Moskwa. Kontrakt opiewał na dwa lata. Wraz z zespołem ze stolicy Rosji sięgnął po puchar kraju. Wystąpił także w 14 spotkaniach pucharu Eurocup, osiągając średnie 12,1 punktu, 3,1 asysty, 2,3 zbiórki oraz 1,43 przechwytu.
Przed rozpoczęciem sezonu sezonem 2008/09 pojawił się w Polsce, aby zasilić ówczesny skład mistrza kraju Asseco Prokom Sopot. Wraz z zespołem dotarł do finału Pucharu Polski, gdzie Asseco musiało uznać wyższość Kotwicy Kołobrzeg. Zespół powetował sobie jednak tę stratę zdobywając po raz kolejny tytuł mistrza Polski. Ewing stał się podstawowym rozgrywającym zespołu. Rozpoczął też regularne występy w Eurolidze, gdzie zespół z Sopotu dotarł do fazy TOP 16. W trakcie sezonu zasadniczego PLK notował średnio 11,9 punktu, 3,2 asysty, 2,3 zbiórki oraz 0,9 przechwytu, w Eurolidze natomiast 13 punktów, 2,7 asysty, 2,5 zbiórki i 1,53 przechwytu.
Po zakończeniu sezonu klub Asseco przeniósł się z Sopotu do Gdyni. Ewing pozostał w składzie podobnie, jak większość zawodników z minionych rozgrywek.
24 marca 2019 dołączył do rumuńskiego BC CSU Sibiu.

## Osiągnięcia
Stan na 25 marca 2019, na podstawie, o ile nie zaznaczono inaczej.

### NCAA
- Uczestnik:
  - NCAA Final Four (2004)
  - rozgrywek Sweet 16 turnieju NCAA (2002–2005)
- Mistrz:
  - turnieju konferencji Atlantic Coast (ACC – 2002, 2003, 2005)
  - sezonu regularnego ACC (2004)
- MVP turnieju konferencji ACC (2003)[12]
- Zaliczony do:
  - I składu:
    - ACC (2003–2005)
    - turnieju ACC (2003–2005)

  - III składu ACC (2005)
  - składu All-ACC Honorable Mention (2004)

### Drużynowe
- 3-krotny mistrz Polski (2009–2011)
- Wicemistrz Litwy (2016)
- Zdobywca:
  - pucharu:
    - Rosji (2008)
    - Prezydenta Turcji (2012)

  - Superpucharu Polski (2010/11)[13]
- Finalista pucharu:
  - Polski (2009)[14]
  - Liderów Francji (2015)
- Brąz pucharu Litwy (2016)
- Ćwierćfinał Euroligi (2010)

### Indywidualne
- MVP:
  - finałów PLK (2011)[15]
  - tygodnia ligi ukraińskiej (9. kolejka – 2011/2012)
- Uczestnik meczu gwiazd PLK (2011)
- Zaliczony do:
  - I składu PLK (2011)[16]
  - II składu letniej ligi NBA (2006)
  - III składu PLK (2010 przez dziennikarzy)[16]

## Statystyki

### NBA
Na podstawie.

#### Sezon regularny
| Sezon   | Drużyna       | M   | S5 | MPG  | FG%   | 3P%   | FT%   | RPG | APG | SPG | BPG | PPG |
| ------- | ------------- | --- | -- | ---- | ----- | ----- | ----- | --- | --- | --- | --- | --- |
| 2005/06 | L.A. Clippers | 66  | 5  | 14,7 | 38,0% | 28,2% | 78,3% | 1,3 | 1,3 | 0,6 | 0,1 | 3,8 |
| 2006/07 | L.A. Clippers | 61  | 3  | 11,7 | 40,4% | 31,8% | 77,8% | 1,2 | 1,5 | 0,5 | 0,1 | 2,9 |
| Razem   |               | 127 | 8  | 13,3 | 38,9% | 29,5% | 78,0% | 1,2 | 1,4 | 0,5 | 0,1 | 3,4 |

#### Play-offy
| Sezon | Drużyna       | M | S5 | MPG | FG%  | 3P% | FT% | RPG | APG | SPG | BPG | PPG |
| ----- | ------------- | - | -- | --- | ---- | --- | --- | --- | --- | --- | --- | --- |
| 2006  | L.A. Clippers | 6 | 0  | 0,8 | 100% | –   | –   | 0,0 | 0,0 | 0,0 | 0,0 | 0,3 |

### PLK
| Sezon     | Drużyna              | M  | S5 | MPG  | FG% | 3P% | FT% | RPG | APG | SPG | BPG | PPG  |
| --------- | -------------------- | -- | -- | ---- | --- | --- | --- | --- | --- | --- | --- | ---- |
| 2008/2009 | Asseco Prokom Sopot  | 39 | 29 | 27,2 | 43% | 41% | 83% | 2,3 | 3,2 | 0,9 | 0,2 | 11,9 |
| 2009/2010 | Asseco Prokom Gdynia | 33 | 17 | 23,4 | 46% | 39% | 75% | 1,9 | 3,7 | 1,5 | 0,2 | 11,4 |
| 2010/2011 | Asseco Prokom Gdynia | 34 | 30 | 28,5 | 43% | 32% | 82% | 2,4 | 3,3 | 1,8 | 0,2 | 14,1 |